# Musée de l'aviation chinoise

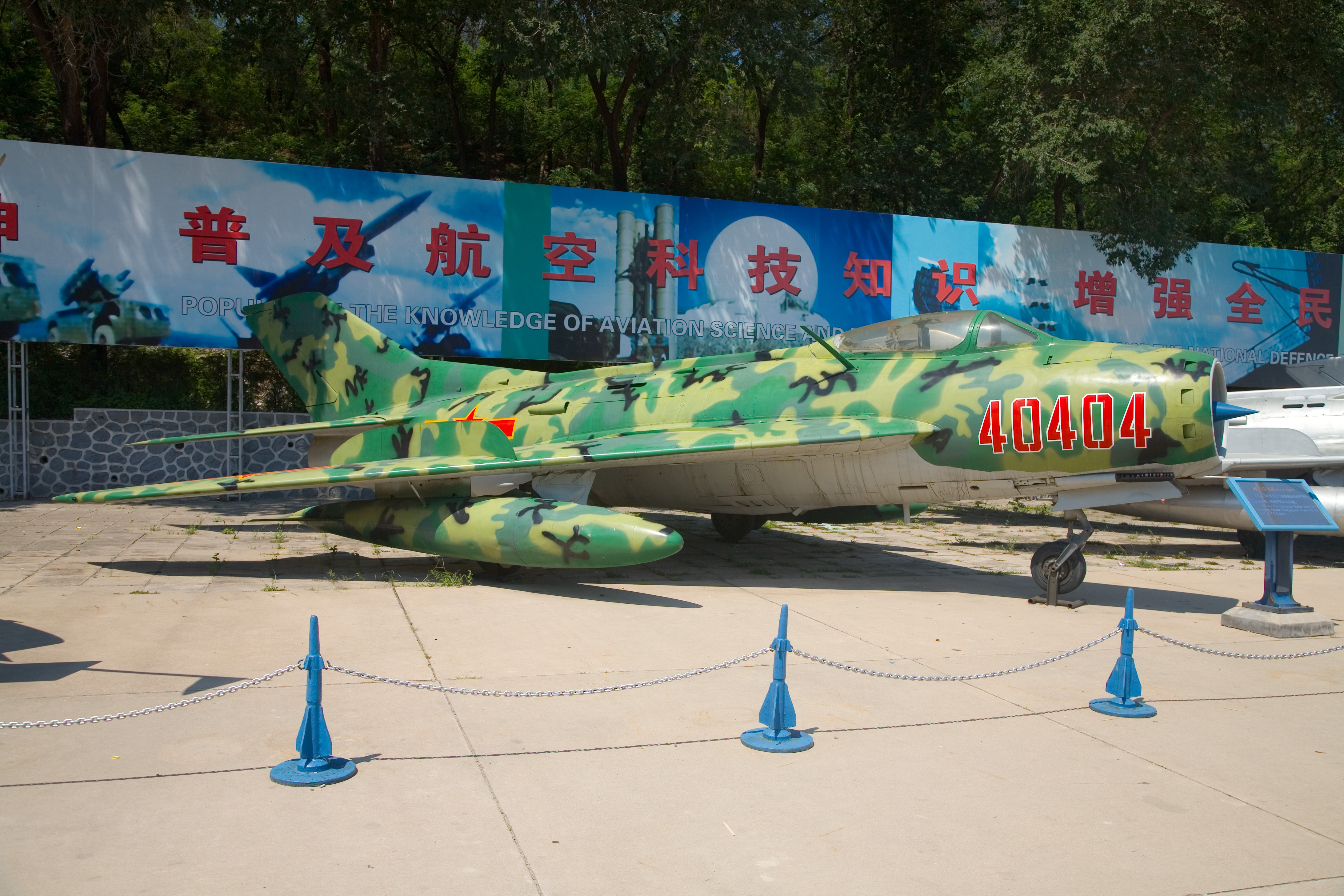
Mikoyan-Gourevitch MiG-19 au musée de l'aviation chinoise

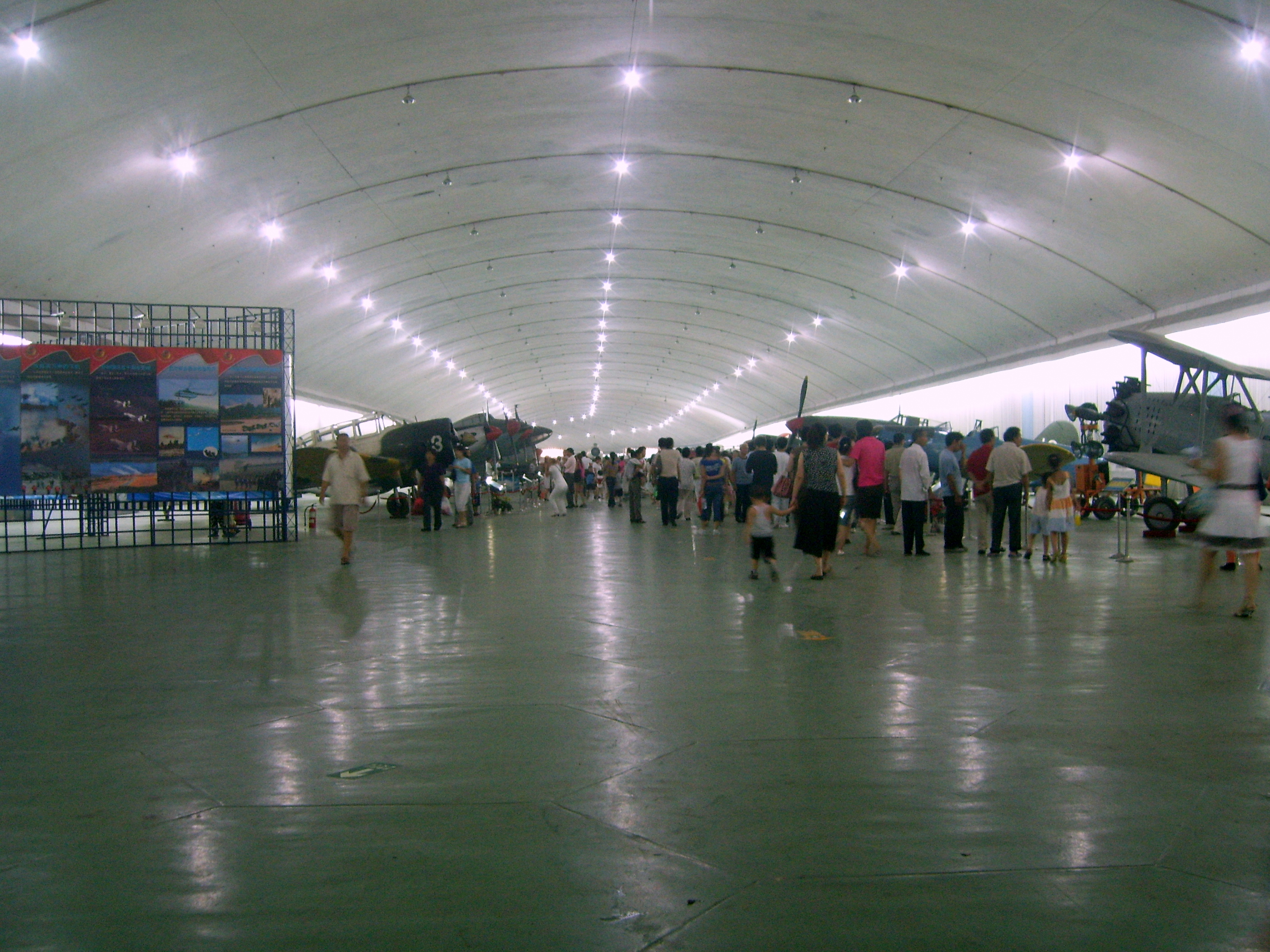
Le bunker

Le musée de l'aviation chinoise (chinois : 中国航空博物馆 ; pinyin : zhōngguó hángkōng bówùguǎn), situé à 40 km au nord de Pékin, est le musée national chinois de l'histoire de l'aviation. Ouvert en 1989 pour le 40e anniversaire de la Force aérienne chinoise, il est partiellement installé dans un bunker de la colline Datangshan.

## Source
- (en) Cet article est partiellement ou en totalité issu de l’article de Wikipédia en anglais intitulé « Chinese Aviation Museum » (voir la liste des auteurs).